# Cheneux (Stoumont)
 (novembre 2017).
Si vous disposez d'ouvrages ou d'articles de référence ou si vous connaissez des sites web de qualité traitant du thème abordé ici, merci de compléter l'article en donnant les références utiles à sa vérifiabilité et en les liant à la section « Notes et références ».
Ne doit pas être confondu avec Cheneux (Stavelot).
Cheneux (Chesneu) est un village belge de la Région wallonne situé en province de Liège dans la commune de Stoumont (255m d'altitude).

## Accès
Venant du village de La Gleize en direction de Rahier, la route traverse l'Amblève (rivière) et devient sinueuse pour atteindre le plateau où se trouve ce village.

## Monuments
- Sa chapelle est dédiée à Saint-Lambert. Elle a été construite en 1851 à l'emplacement d'une chapelle de 1724, consacrée en 1730 et devenue paroisse lors de son rattachement à La Gleize. Elle est sise au centre du cimetière.
- Plaque commémorative érigée en mémoire du sacrifice des parachutistes du 504e PIR de la 82e Airborne Division américaine pendant la Bataille des Ardennes.
- Maisons typiques en colombage.

## Histoire

### Seconde Guerre mondiale
Le 18 décembre 1944, au début de la bataille des Ardennes, une colonne allemande de la 1re Panzerdivision SS Leibstandarte SS Adolf Hitler a été bombardée sur une route dans le bas du village par l'US Air Force. Deux habitants ont été tués alors qu'ils s'étaient réfugiés dans la cave de la maison la plus proche. Plusieurs véhicules allemands ont été détruits mais la colonne a pu poursuivre sa progression jusqu'au village de Werbomont où elle fut définitivement arrêtée. Retournant sur ses pas, la 1re Panzerdivision SS s'est retranchée dans le village dans l'espoir de maintenir ouvertes les mâchoires de la 82e division aéroportée US.
Le 504e Régiment d'Infanterie Parachutiste US a été chargé de réduire cette poche de résistance. L'absence d'appui blindé rendit très difficile cette mission. Attaquant de nuit, les parachutistes américains furent pris sous le feu de canons anti-aériens utilisés comme mitrailleuses. Plusieurs soldats furent déchiquetés en tentant de franchir les clôtures ceinturant le village. Cette première attaque fut un échec. La seconde eut lieu le lendemain et est connue sous le nom de bataille de Cheneux. Elle dura douze heures et fut une des plus sanglantes de la bataille des Ardennes. Un journaliste américain compara sa sauvagerie à celle de la bataille de Caen.
Le nombre de soldats américains tués est estimé à trente. On ne connaît pas le nombre de victimes allemandes mais il fut probablement supérieur à celui des américains. Au terme de la journée du 21 décembre 1944, le 504th PIR était maître du terrain mais au prix de très lourdes pertes. Cependant, cette victoire permit de resserrer l'étau autour du noyau dur de la 1re Panzerdivision SS qui résistait au village de La Gleize, à 4 km de Cheneux.
La bataille de Cheneux marqua un tournant dans la bataille des Ardennes car elle fut le signe que l'armée américaine, après cinq jours de contre-offensive allemande foudroyante, était elle-même capable de contre-attaquer avec succès.